# Europeiska unionens narkotikamyndighet
Europeiska unionens narkotikamyndighet (engelska: European Union Drugs Agency, EUDA) är en av Europeiska unionens byråer med ansvar för att bland annat sammanställa statistik och göra analyser angående narkotika och narkotikaberoende i unionens medlemsstater.
Byrån inrättades 1993 och har sitt säte i Lissabon, Portugal. Fram till den 1 juli 2023 var byråns namn ”Europeiska centrumet för kontroll av narkotika och narkotikamissbruk” och förkortades ECNN eller EMCDDA.